# Chiesa di Råbjerg
La chiesa di Råbjerg si trova nel territorio del comune di Frederikshavn, sull'isola di Vendsyssel-Thy (regione dello Jutland Settentrionale) in Danimarca. 
La chiesa si trova in una posizione completamente isolata. L'edificio in stile romanico con alcuni elementi gotici, risale probabilmente al 1220-1300. La pala d'altare del 1897 è opera di Anker Lund.
Fu eretta sopra un syld, ovvero un basamento a secco costruito con massi grezzi.
Nel cimitero accanto alla chiesa è sepolto il tenore Aksel Schiøtz.

## Galleria d'immagini

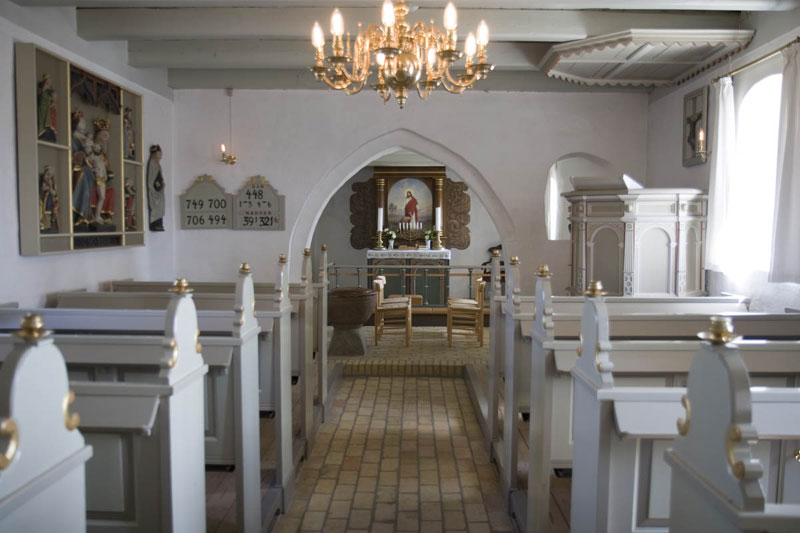
Interno
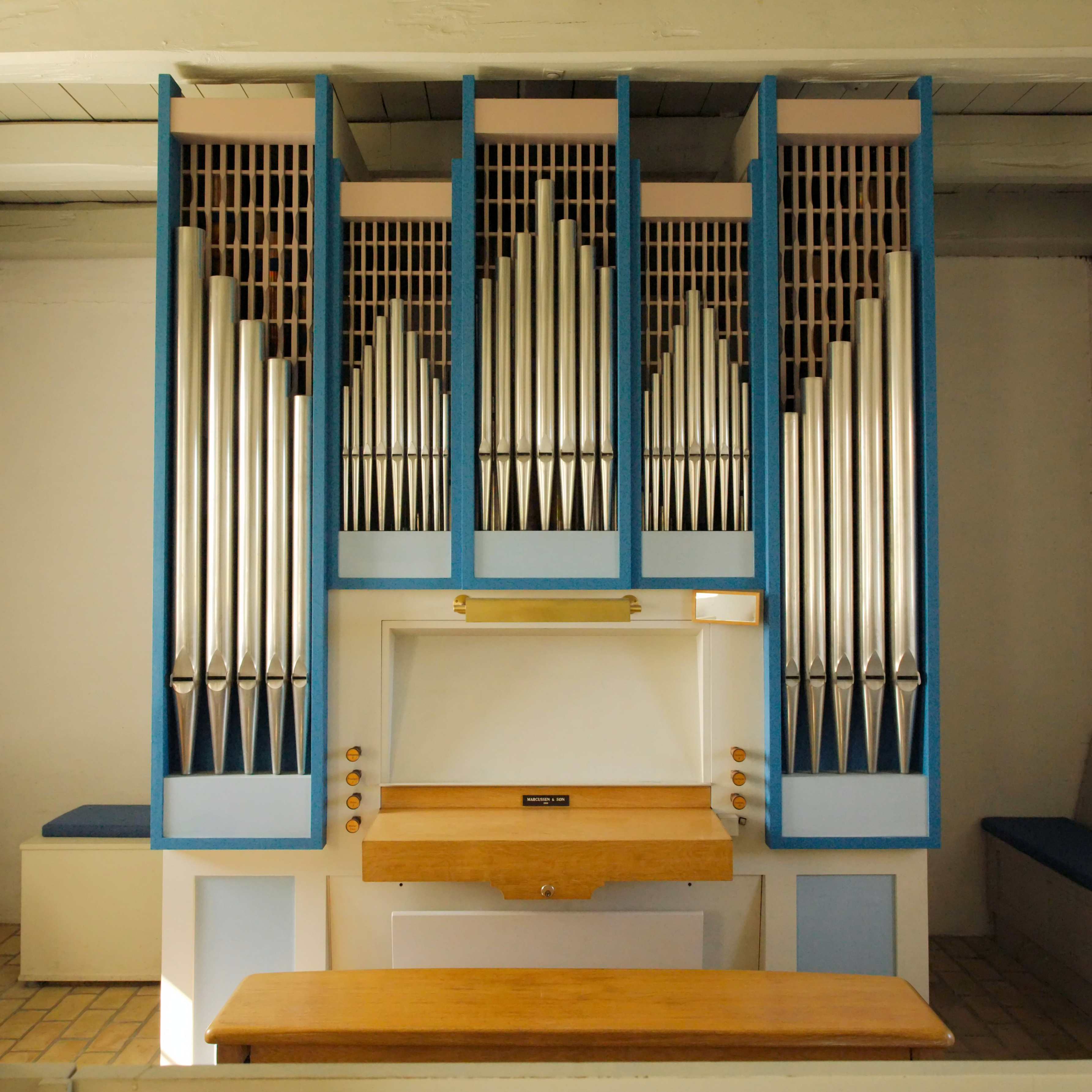
Organo
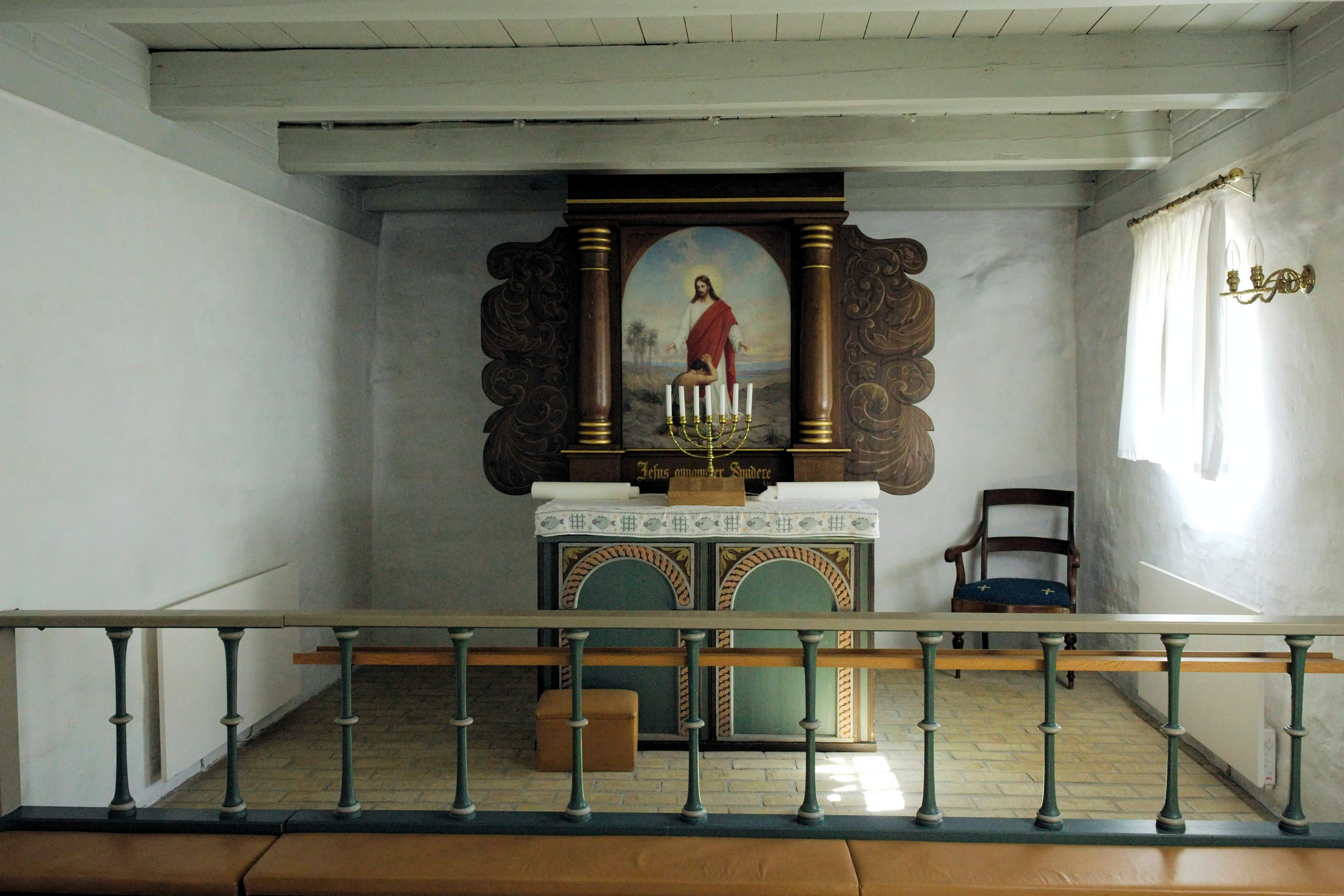
Pala d'altare
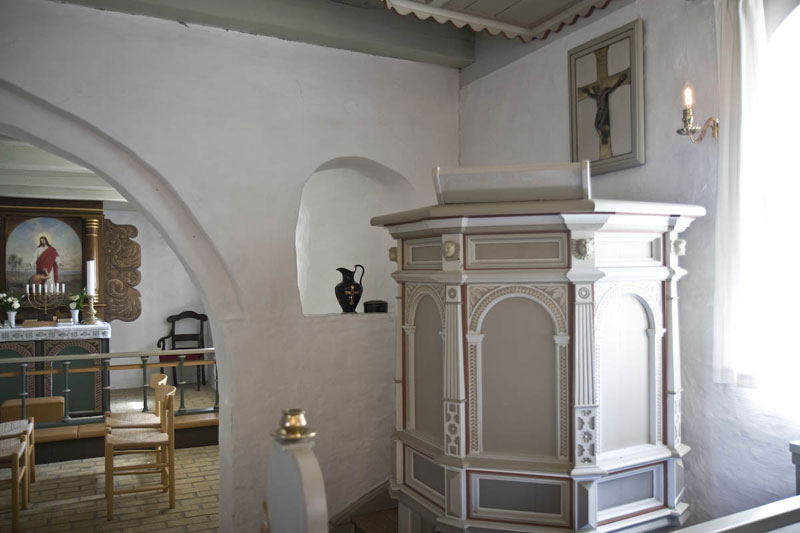
Pulpito